# Heterodelta nea
Heterodelta nea là một loài bướm đêm trong họ Noctuidae.